# 대한민국 민법 제1052조
대한민국 민법 제1052조는 고유재산으로부터의 변제에 대한 대한민국 민법 조문이다.

## 조문
제1052조 (고유재산으로부터의 변제):①전조의 규정에 의한 상속채권자와 유증 받은 자는 상속재산으로써 전액의 변제를 받을 수 없는 경우에 한하여 상속인의 고유재산으로부터 그 변제를 받을 수 있다.
②전항의 경우에 상속인의 채권자는 상속인의 고유재산으로부터 우선변제를 받을 권리가 있다.

## 판례
- 대구고등법원 2016. 6. 8. 선고 2015나1735 판결
- 대전지방법원 천안지원 1989. 3. 14.자 88드2012 가사심판부심판
- 대구지방법원 1985. 12. 29.자 85드1879 제3가사심판부심판